# Плигинский, Владимир Григорьевич
Плигинский Владимир Григорьевич (9 июня 1884 — не ранее 1930) — русский и советский энтомолог, специалист по систематике жуков, фаунистике Крыма, защите растений, исследователь энтомофауны Крыма, один из основателей отечественной спелеоэнтомологии. Заведующий Курской станции защиты растений.

## Биография
Родился 19 июня 1884 в Севастополе. Окончил Севастопольское реальное училище, а затем Санкт-Петербургский технологический институт и тогдашний Харьковский императорский университет (ныне — Харьковский национальный университет им В. Н. Каразина). В 1911 году вступил в только что образованное Харьковское общество любителей природы. В 1912 году опубликовал статью по материалам жуков, хранящихся в Музее природы Харьковского национального университета.
После революции 1917 года Плигинский был снова переизбран на пост руководителя курской службы защиты растений. 26 апреля 1918 года был избран первым заведующим Энтомологическим бюро.
В августе 1914 года приступил к работе в должности заведующего впервые организованного в Курске Энтомологического бюро. Благодаря этому Плигинский стал основоположником курской научной школы защиты растений. 2 апреля 1919 года энтомологическое бюро вошло в подотдел сельского хозяйства («сельхоз»). В ведение подотдела сельского хозяйства входили все мероприятия по развитию сельского хозяйства. В соответствии с этим в подотделе сельского хозяйства были образованы такие отделения: «агрономическое», «животноводства», «сельскохозяйственного образования», «опытного дела и метрологии», «садоводства и огородничества», «отделение обобществления сельского хозяйства» и «кустарной промышленности». В 1919 годы произошло переименование в Губернское энтомологическое бюро в Станцию защиты растений (СТАЗРА). Его усилиями в Курской губернии была создана сеть уездных пунктов и наблюдателей по защите растений, опытно-садоводческая станция в Курске, мастерская по изготовлению наглядных пособий для лекций, практических занятий и т. д. Был одним из первых исследователей, изучивших биологию и вредоносность яблонной медяницы.
Плигинский работал на должности заведующего Энтомологическим бюро, а затем — Курской СТАЗРА до 1926 года, а затем был уволен. На протяжении нескольких последующих лет он занимался исследовательской, природоохранной и просветительской работой. С 1930-х годов дальнейшие сведения о нём теряются.

## Основные публикации
- Плигинский, В. Г. Животные, вредившие с.-х. культурам в Курской губернии в 1915 г./ В. Г. Плигинский.- Курск: Типография Курского губернского земства, 1916.- 28 с.
- Плигинский, В. Г. Истребляйте яблонную медяницу. Листок № 11. Издания «Курск — СТАЗРА»/ В. Г. Плигин-ский.- Курск: Типография губернского земства, 1919.
- Плигинский, В. Г. Главные вредители и болезни поля и огорода и борьба с ними / В. Г. Плигинский.- М.: Новая деревня, 1925. — 104 с.
- Плигинский, В. Г. Животные Курской губернии/ В. Г. Плигинский // Курский край. Сборник по природе, истории, культуре и экономике Курской губернии. Выпуск второй. Под ред. С. В. Иванова и др. -Курск: Кооперативное издательство «Советская деревня», 1926
- Плигинский В. Г. 1927. К фауне пещер Крыма. Сообщение 3. // Русское энтомологическое обозрение. Т. 21. № ?. С. 171—180.
- Плигинский В. А. 1913. О коллекции Зоологического кабинета Харьковского университета. — Протоколы заседаний О-ва испытателей природы при Императорском Харьковском университете, второе полугодие, 2: 9-10.
- Плигинский В. Г. Жуки Крыма // Записки Крымского Общества Естествоиспытателей и Любителей Природы. — Симферополь, 1913—1917.
- Плигинский В. Озимый червь и борьба с ним. М.: Государственное сельскохозяйственное издательство «Новая деревня», 1929 г., 16 с.
- Майки Кавказского Музея // Известия Кавказскаго Музея, 1912—1913, т. 7.
- Плигинский В. Г. Суслики (овражки) и борьба с ними. Для агрономов и сельских хозяев. Курск: Типография «Профинтерн», 1924.- 32 с.
- Энтомологические миниатюры. — Протокол о-ва исп.природы Харьковского ун-та, Харьков: Типолитогр. М. Сергеева и К. Гальченко, 1913.
- Из наблюдений над насекомыми. — В кн.: По Крыму: Сборник 2. Симферополь: Тип. Таврич. Губ. Земства,1914, с. 68-72.
- Новый вид рода Lonitis F. из Крыма (Coleoptera.Meloidae) // Рус. Энтомол. Обзор., 1914, т. 14, № 4, с. 429—430.
- Новые виды рода Boreus Latr. из Крыма(Neuroptera, Panorpidae) // Рус. Энтомол. Обзор., 1914, т. 14, № 4, 5 с.
- Массовое размножение и массовый лет некоторых насекомых. Покровительная окраска чешуекрылых // Рус. Энтомол. Обзор., 1914, 14, № 4, с. 491—496.
- Материалы по фауне жесткокрылых Таврической губернии // Русское энтомологическое обозрение, 1916, т. 16.
- К биологии некоторых крымских чешуекрылых//Рус. энтомол. обозрение.- 1929.-Т. 23.-С. 93-100.
- Фауна западной части Центрально-Чернозёмной области. — Курск: [б. и.], 1929. — 25 с.- (Курское общество краеведения).
- Приготовление и употребление парижской зелени — Курск: тип. Курского. губ. земства, 1915. — 10 с.
- Несколько слов о паразитарном методе. Курсы садоводов, плодоводов, огородников. — 1915, № 5, с. 256—258.
- Фауна ловчих колец // Энтомол. вестник (Курск) [б. и.], 1915, т. 2. — 3 с.
- Истребляйте яблонную медяницу! Листок № 11. — Курск: Типография Курского губернского земства, 1919.
- Главные вредители поля и огорода и борьба с ними. — М.: Новая деревня, 1925. — 104 с.
- Из записной книжки врача растений// 3ащита растений от вредителей и болезней.-1931.-Т. 7.- С. 425—429.
- Плигинский В. Г. Собирайте «зимние гнезда». Листок № 1. Издания «Курск — СТАЗРА». Курск: Типография губ.земства.
- Плигинский В. Г. Истребляйте мух. Листок № 2. Издания «Курск — СТАЗРА». Курск: Типография губ.земства.
- Плигинский В. Г. Приготовление и употребление парижской зелени. Листок № 3. Издания «Курск — СТАЗРА». Курск: Типография губ.земства.
- Плигинский В. Г. Луговой мотылек или метелица. Листок № 12. Издания «Курск — СТАЗРА». Курск: Типография губ.земства.
- Плигинский В. Г. Боритесь с головней. Листок № 13. Издания «Курск — СТАЗРА». Курск: Типография губ.земства.
- Плигинский В. Г. Лечите крыжовник от мучнистой росы. Листок № 14. Издания «Курск — СТАЗРА». Курск: Типография губ.земства.
- Плигинский В. Г. Как уничтожить полевых мышей. Листок № 15. Издания «Курск — СТАЗРА». Курск: Типография губ.земства.
- Плигинский В. Г. Яблонный цветоед и борьбы с ним. Листок № 16. Издания «Курск — СТАЗРА». Курск: Типография губ.земства.
- Плигинский В. Г. Тли и меры борьбы с ними. Листок № 17. Издания «Курск — СТАЗРА». Курск: Типография губ.земства.
- Плигинский В. Г. Весенние работы в саду по борьбе с вредителями. Листок № 18. Издания «Курск — СТАЗРА». Курск: Типография губ.земства.
- Плигинский В. Г. Приготовление и употребление бордосской жидкости. Брошюра № 19. Издания «Курск — СТАЗРА». Курск: Типография губ.земства.
- Плигинский В. Г. Вредители и болезни кукурузы. Плакат. Издания «Курск — СТАЗРА». Курск: Типография губ.земства.
- Плигинский В. Г. Головня. Плакат. Издания «Курск — СТАЗРА». Курск: Типография губ.земства.
- Плигинский В. Г. Луговой мотылек и борьба с ним. Брошюра. Издания «Курск — СТАЗРА». Курск: Типография губ.земства.
- Плигинский В. Г. Как бороться с головней. Брошюра. Издания «Курск — СТАЗРА». Курск: Типография губ.земства.
- Плигинский В. Г. Приготовление и употребление хлористого бария. Брошюра № 32. Издания «Курск — СТАЗРА». Курск: Типография губ.земства.
- Плигинский В. Г. Как бороться с майским червём на яблонях. Брошюра № 33. Издания «Курск — СТАЗРА». Курск: Типография губ.земства.

## Память
1. Плигинский В. Г. Собирайте «зимние гнезда». Листок № 1. Издания «Курск — СТАЗРА». Курск: Типография губ.земства.
2. Плигинский В. Г. Истребляйте мух. Листок № 2. Издания «Курск — СТАЗРА». Курск: Типография губ.земства.
3. Плигинский В. Г. Приготовление и употребление парижской зелени. Листок № 3. Издания «Курск — СТАЗРА». Курск: Типография губ.земства.
4. Плигинский В. Г. Истребляйте яблонную медянницу. Листок № 11. Издания «Курск — СТАЗРА». Курск: Типография губ.земства.
5. Плигинский В. Г. Луговой мотылек или метелица. Листок № 12. Издания «Курск — СТАЗРА». Курск: Типография губ.земства.
6. Плигинский В. Г. Боритесь с головней. Листок № 13. Издания «Курск — СТАЗРА». Курск: Типография губ.земства.
7. Плигинский В. Г. Лечите крыжовник от мучнистой росы. Листок № 14. Издания «Курск — СТАЗРА». Курск: Типография губ.земства.
8. Плигинский В. Г. Как уничтожить полевых мышей. Листок № 15. Издания «Курск — СТАЗРА». Курск: Типография губ.земства.
9. Плигинский В. Г. Яблонный цветоед и борьбы с ним. Листок № 16. Издания «Курск — СТАЗРА». Курск: Типография губ.земства.
10. Плигинский В. Г. Тли и меры борьбы с ними. Листок № 17. Издания «Курск — СТАЗРА». Курск: Типография губ.земства.
11. Плигинский В. Г. Весенние работы в саду по борьбе с вредителями. Листок № 18. Издания «Курск — СТАЗРА». Курск: Типография губ.земства.
12. Плигинский В. Г. Приготовление и употребление бордосской жидкости. Брошюра № 19. Издания «Курск — СТАЗРА». Курск: Типография губ.земства.
13. Плигинский В. Г. Вредители и болезни кукурузы. Плакат. Издания «Курск — СТАЗРА». Курск: Типография губ.земства.
14. Плигинский В. Г. Головня. Плакат. Издания «Курск — СТАЗРА». Курск: Типография губ.земства.
15. Плигинский В. Г. Луговой мотылек и борьба с ним. Брошюра. Издания «Курск — СТАЗРА». Курск: Типография губ.земства.
16. Плигинский В. Г. Как бороться с головней. Брошюра. Издания «Курск — СТАЗРА». Курск: Типография губ.земства.
17. Плигинский В. Г. Приготовление и употребление хлористого бария. Брошюра № 32. Издания «Курск — СТАЗРА». Курск: Типография губ.земства.
18. Плигинский В. Г. Как бороться с майским червём на яблонях. Брошюра № 33. Издания «Курск — СТАЗРА». Курск: Типография губ.земства. 
В честь Плигинского было названо несколько видов насекомых Крыма:
- Пилохвост Плигинского[5] Poecilimon pliginskii Miram, 1929
- Стафилин Плигинского[6] Tasgius pliginskii (Bernhauer, 1915)
- Мешочница Плигинского[7] Eumelasina pliginskii Kozhantshikov, 1956
- Листоед Плигинского Chrysolina pliginskii Reitter, 1913